# Enrique de Goude
Enrique de Goude fue un religioso de Holanda del siglo XIII.
En Su-bolle hubo Don Enrique Goude, señalado predicador, menospreciador del dinero y humilde confesor de las Beguinas y también Don Gerardo Kalker, rector de los devotos clérigos y muy buen informador de virtudes (cita sacada de la obra de Obras del venerable Kempis por el P. Vergara Premostratense; Valladolid por la viuda e hijos de Santander, 1789).

## Biografía
Enrique abrazó la Orden de San Agustín y destacó por sus grandes conocimientos, escribiendo varios tratados.
Enrique desempeñó ejemplarmente su cargo de profesor en la universidad de Heidelberg hacia 1435 y sus obras son citadas por Tritemio en su obra De scriptoribus ecclesiasticis, y Valerius Andrea en su Bibliotheca belgica .

## Obras
- Varios Tratados sobre el Maestro de las Sentencias, de la celebración de las misas, ect.